# Felix Koslowski

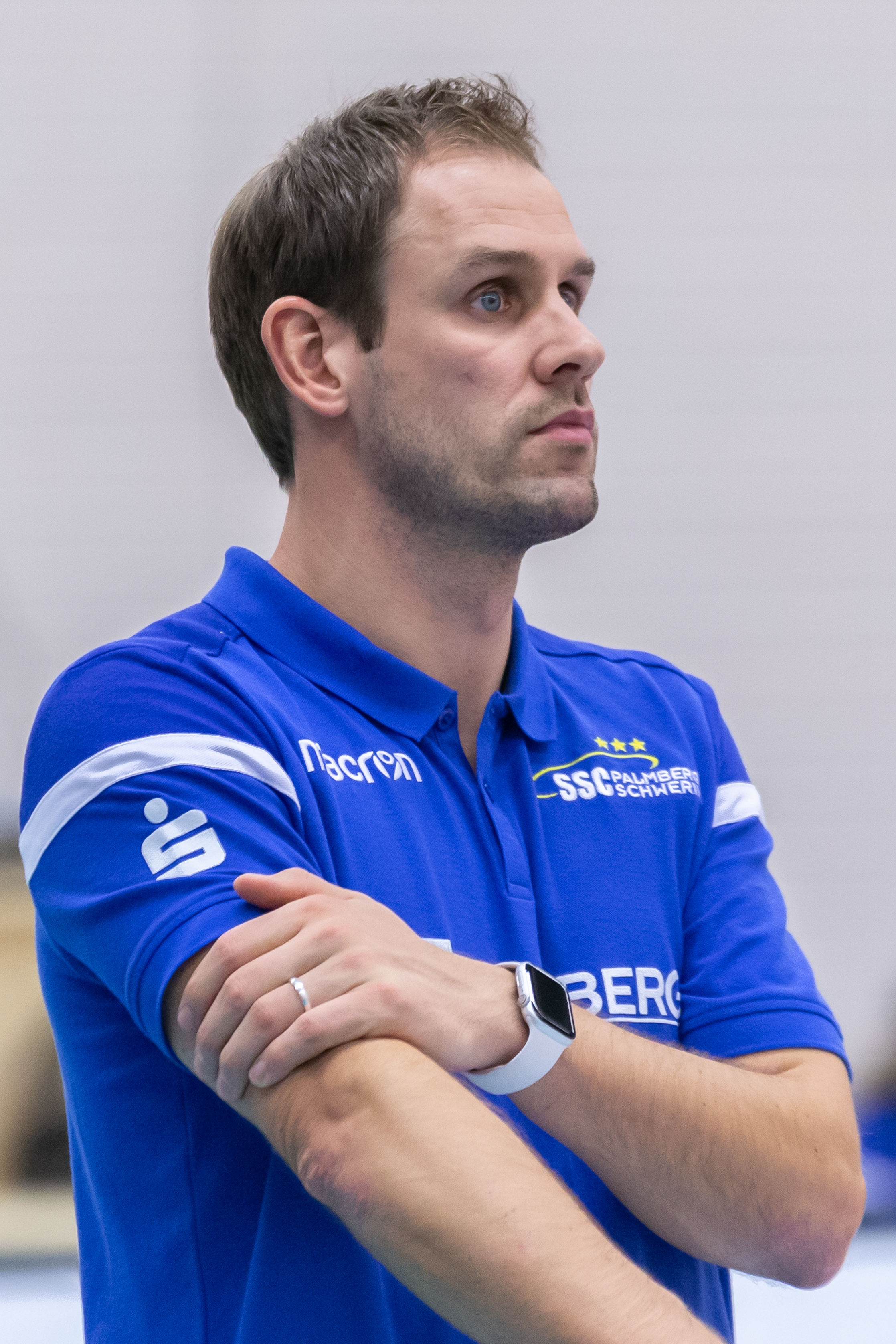
Felix Koslowski trenerem klubu Schweriner SC w sezonie 2017/2018

Felix Koslowski (ur. 18 marca 1984 w Schwerinie) – niemiecki trener siatkarski. Od 2013 roku prowadzi niemiecki klub Schweriner SC, a od 2023 roku jest trenerem żeńskiej reprezentacji Holandii.

## Przebieg kariery
| 2003–2008 | Schweriner SC         | asystent trenera |
| 2006–2014 | Niemcy                | asystent trenera |
| 2008–2009 | Chieri Volley         | asystent trenera |
| 2009–2010 | Foppapedretti Bergamo | asystent trenera |
| 2010–2013 | VfB 91 Suhl           | I trener         |
| 2013–     | Schweriner SC         | I trener         |
| 2015–2021 | Niemcy                | I trener         |
| 2023–     | Holandia              | I trener         |

## Sukcesy trenerskie

### klubowe
Mistrzostwo Niemiec:
- 2017, 2018[3], 2025[4]
- 2019, 2024[5]
- 2011, 2015, 2016

Superpuchar Niemiec:
- 2017, 2018, 2019, 2020

Puchar Niemiec:
- 2019, 2021[6], 2023[7]

### reprezentacyjne
Volley Masters Montreux:
- 2017

Mistrzostwa Europy:
- 2023[8]